# Павлов Олександр Валерійович
Олександр Павлов (біл. Аляксандр Паўлаў, нар. 18 серпня 1984) — білоруський футболіст, який грав на позиції півзахисника. Відомий за виступами у білоруських клубах «Дніпро» (Могильов) та БАТЕ, а також казахському клубі «Окжетпес», та національній збірній Білорусі. Після закінчення виступів на футбольних полях — білоруський футбольний тренер.

## Клубна кар'єра
У дорослому футболі дебютував 2002 року виступами за команду клубу «Дніпро» (Могильов), в якій провів шість сезонів, взявши участь у 149 матчах чемпіонату. Більшість часу, проведеного у складі могильовського «Дніпра», був основним гравцем команди.
До складу клубу БАТЕ приєднався 29 січня 2009 року. За команду з Борисова Олександр Павлов відіграв 149 матчів у національному чемпіонаті, став у складі клубу став шестиразовим чемпіоном Білорусі, володарем кубка та Суперкубка Білорусі.
У лютому 2015 року Олександр Павлов підписав контракт із клубом найвищого дивізіону з Казахстану «Окжетпес». За клуб із Кокшетау білоруський півзахисник виступав протягом року, та відіграв за клуб 28 матчів у чемпіонаті.
На початку 2016 року Олександр Павлов повернувся на батьківщину, де приєднався до складу клубу «Шахтар» із Солігорська. У 2017 році повернувся до могильовського «Дніпра», в якому грав до кінця 2018 року, після чого завершив виступи на футбольних полях.

## Виступи за збірні
2002 року дебютував у складі юнацької збірної Білорусі, взяв участь у 3 іграх на юнацькому рівні.
Протягом 2002—2006 років залучався до складу молодіжної збірної Білорусі. На молодіжному рівні зіграв у 15 офіційних матчах.
2008 року дебютував в офіційних матчах у складі національної збірної Білорусі. Виступав у команді до 2013 року, провів у формі головної команди країни 13 матчів.

## Тренерська кар'єра
На початку 2020 року Олександр Павлов увійшов до тренерського штабу білоруського клубу «Енергетик-БДУ», в якому до 2022 року працював у дублюючій команді та асистентом головного тренера. 28 листопада 2022 року Павлов очолив клуб другого білоруського дивізіону «Вітебськ».

## Досягнення
- Чемпіон Білорусі (6):

БАТЕ: 2009, 2010, 2011, 2012, 2013, 2014
- Володар Кубка Білорусі (1):

БАТЕ: 2009-10
- Володар Суперкубка Білорусі (4):

БАТЕ: 2010, 2011, 2013, 2014